# Liste der Nummer-eins-Hits in Norwegen (1961)
Diese Liste enthält alle Nummer-eins-Hits in Norwegen im Jahr 1961. Es gab in diesem Jahr acht Nummer-eins-Singles.
| Singles |
| --- |
| - Elvis Presley – It's Now Or Never - 6 Wochen (49/1960 – 2/1961) - Lolita – Seemann (deine Heimat ist das Meer) - 9 Wochen (3/1961 – 11/1961) - Robertino – Romantica - 6 Wochen (12/1961 – 17/1961) - The Allisons – Are You Sure? - 5 Wochen (18/1961 – 22/1961) - Brothers Four – Greenfields - 5 Wochen (23/1961 – 27/1961) - Ricky Nelson – Hello Mary Lou - 14 Wochen (28/1961 – 41/1961) - The Highwaymen – Michael Row The Boat Ashore - 5 Wochen (42/1961 – 46/1961) - Cliff Richard – When The Girl In Your Arms Is The Girl In Your Heart - 8 Wochen (47/1961 – 2/1962) |

Siehe auch: Nummer-eins-Hits 1961 in  Australien, Belgien, Deutschland, Frankreich, Italien, den Niederlanden, Spanien, den Vereinigten Staaten und im Vereinigten Königreich.